# 丹生村 (大分県)
丹生村（にうむら）は、大分県北海部郡にあった村。現在の大分市の一部にあたる。

## 地理
- 河川：大野川[2]、丹生川[3]、久土川[4]、 佐野川[5]

## 歴史
- 1889年（明治22年）4月1日、町村制の施行により、北海部郡丹生村、丹川村、原村、久土村、一木村が合併して村制施行し、丹生村が発足[1][2]。旧村名を継承した丹生、丹川、原、久土、一木の5大字を編成[2]。
- 1941年（昭和16年）11月3日、北海部郡坂ノ市町、小佐井村と合併し、坂ノ市町が存続して廃止された[1][2]。

### 地名の由来
水銀（丹）の出土地であったことによる。

## 産業
- 農業